# Bathippus rechingeri
Bathippus rechingeri es una especie de araña saltarina del género Bathippus, familia Salticidae. Fue descrita científicamente por Kulczynski en 1910.

## Distribución
Habita en Islas Salomón.